# Aristolochia parvifolia
Aristolochia parvifolia Sm. – gatunek rośliny z rodziny kokornakowatych (Aristolochiaceae Juss.). Występuje naturalnie w Turcji, na Cyprze oraz na wyspach Morza Egejskiego.

## Morfologia
Gatunki podobneRoślina jest podobna do gatunku A. pallida, ale ma bardziej sercowate liście oraz kwiaty ubarwione na brązowo-zielonkawo z kasztanowymi plamkami.

## Biologia i ekologia
Rośnie na skałach wapiennych, w szczelinach i na ścianach skalnych. Kwitnie od grudnia do kwietnia.